# Cratere Ingalls
Ingalls è un cratere lunare di 37,23 km situato nella parte nord-orientale della faccia nascosta della Luna.
Il cratere è dedicato all'ottico statunitense Albert Graham Ingalls.

## Crateri correlati
Alcuni crateri minori situati in prossimità di Ingalls sono convenzionalmente identificati, sulle mappe lunari, attraverso una lettera associata al nome.
| Ingalls | Coordinate             | Diametro (in km) |
| ------- | ---------------------- | ---------------- |
| G       | 25°39′00″N 150°30′36″W | 47,56            |
| M       | 23°43′48″N 153°12′00″W | 28,11            |
| U       | 26°58′48″N 156°23′24″W | 25,71            |
| V       | 27°09′00″N 155°22′12″W | 24,15            |
| Y       | 29°30′36″N 154°15′00″W | 21,1             |
| Z       | 30°05′24″N 153°28′12″W | 25,85            |